# 印度公民簽證要求

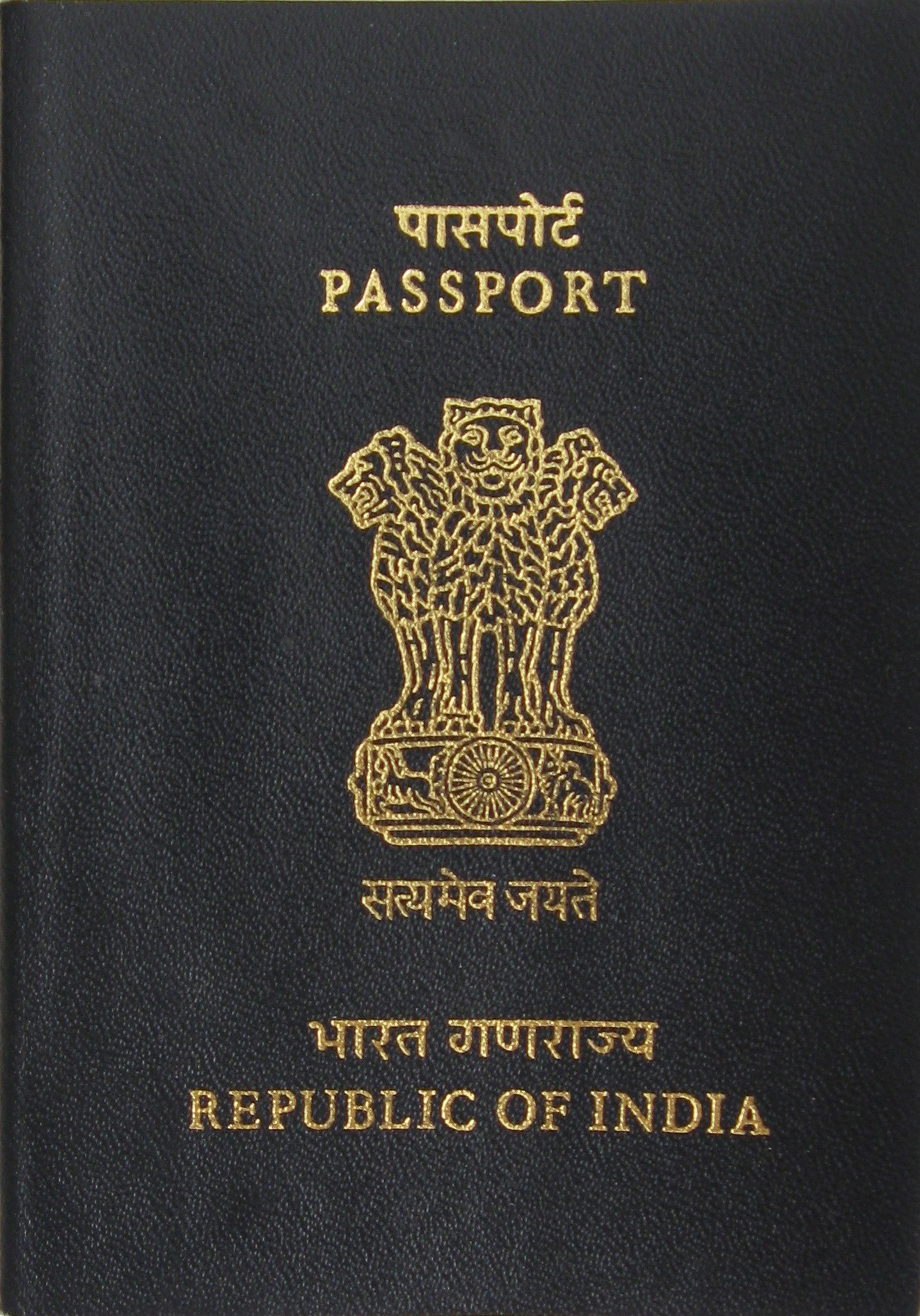
印度护照的封面

印度公民的签证要求是其他国家当局对印度公民的行政限制。截至2024年5月3日，根据Henley ＆ Partners护照发布的亨利护照指数2024年5月全球排名，61个国家和地区给与印度公民免签证、落地签证待遇。除旅游以外的活动，包括无偿工作，除尼泊尔和不丹之外，均需要签证或工作许可证。不属于下列州籍的印度公民如果前往阿鲁纳恰尔邦，那加兰邦或米佐拉姆，还需要内线许可证（ILP）。 ILP可以在网上或在抵达时在这些州的机场进行办理。

## 各國對印度的簽證要求

各國對印度的簽證要求
印度
迁徙自由
不需要签证
落地签证
電子签证
落地签证或电子签证
需要签证